# Schizymenium commixtum
Schizymenium commixtum là một loài Rêu trong họ Bryaceae. Loài này được (Thér.) A.J. Shaw miêu tả khoa học đầu tiên năm 1985.